# 악양현
악양현(嶽陽縣)은 신라시대에 하동군 악양면과 화개면에 있던 지역이다.

## 유래
"악양"이라는 이름은 가야시대에 변낙노국(弁樂奴國)-낙노국에서 이름이 유래되었다고 여겨지는데 낙노국은 樂을 "아" 로, 奴는 국읍(國邑)이라는 뜻의 "나"라고 추정되어 "아나"라고 추정한다. 악양면(岳陽面)은 嶽자가 岳으로 어느순간 바뀌어 전해진 것이다.
"화개장터"로 유명한 "화개면(花開面)은 신라 성덕왕 때 꽃피는 곳이라는 뜻으로 지어졌다 한다.

## 역사
- 변한,가야 시대에 낙노국(樂奴國)의 영역이었다.
- 가야시대에 대사(帶沙)에 부속되었다. 악양면 일대에는 범포(帆浦), 화개면에는 합포(陜浦)가 있었다.
- 무령왕 대에 대사가 일시 백제에 편입되어 대사의 주읍인 한다사군(韓多沙郡)에 대해 소다사현(小多沙縣)으로 불렸다.
- 559년 남가야가 신라에 패망하자 신라 영역에 편입되어서 군사, 교역상의 거점이었던 범포에 하동 고소성(河東姑蘇城)이 축조되었다.
- 성덕왕 때에 합포가 화개부곡(花開部谷)이 되었다.
- 757년 경덕왕 16년 행정체제 개편으로 악양현(嶽陽縣)으로 개명하고  동시에 화개부곡도 현으로 승격되어 강주 하동군(河東郡)의  영현이 되었다.[1]
- 840년 신라 문성왕 2년에 진감선사(眞鑒禪師) 최혜소(崔慧昭)가 옥천사(玉泉寺)를 창건하다. 헌덕왕 대에 같은 곳에 같은 이름을 가진 절이 두개가 있다는 이유로 쌍계사(雙磎寺)로 개명했다.
- 고려시대에 진주목에 소속되었다.
- 1643년 화개현구장도(花開縣舊莊圖)라는 그림이 그려졌다. 보물 제1046호
- 1702년 조선 숙종 28년 하동군에 편입되었다.
- 1825년 조선 순조 25년 화개상.하면을 합하여 화개면이 설치되었다.
- 1914년 일제에 의한 행정구역 재편으로 하동군 악양면과 화개면이 되었다.
- 1966년 군조례 제100호로 화개면 신흥출장소가 설치되었다.
- 1996년 군조례 제1418호로 화개면 신흥출장소가 폐지되었다.

## 특이사항
중국에도 악양(岳陽)이라는 지명이 있는데 후난성 웨양 시가 그것이다. 군산은침이라는 차로도 유명하다.두보의 등악양루(登岳陽樓) 라는 시로 유명한 악양루라는 누각이 있다. 한편 대한민국 하동군 악양면 미점리에도 같은 이름의 악양루라는 누각이 있다.
원래 누각이 없어졌었다가 1936년에 중건하여 1969년에 지금 위치로 이전하였다.

악양면 평사리는 박경리의 소설 토지의 배경이 된 곳이다.